# Mesquita de Anre ibne Alas
A Mesquita de Anre ibne Alas (em árabe: جامع عمرو بن العاص; romaniz.: jamie Amr ibn al-As), mais conhecida apenas como Mesquita de Anre, foi originalmente construída em 642, como o centro da recém-fundada capital do Egito, Fostate. Foi a primeira mesquita construída no Egito e, por extensão, a primeira mesquita no continente da África.
A mesquita foi erigida no local onde o comandante do exército conquistador, o general Anre ibne Alas montou a sua tenda. Um dos cantos da mesquita contém o túmulo de seu filho, Abedalá ibne Anre ibne Alas. Devido à extensa reconstrução ao longo dos séculos, nada do edifício original permanece, mas a mesquita reconstruída é um marco histórico importante, e pode ser vista no que hoje é conhecido como o "Velho Cairo". É uma mesquita ativa com uma congregação devota, e quando as orações não estão ocorrendo, é aberta a visitantes e turistas.

## Localização

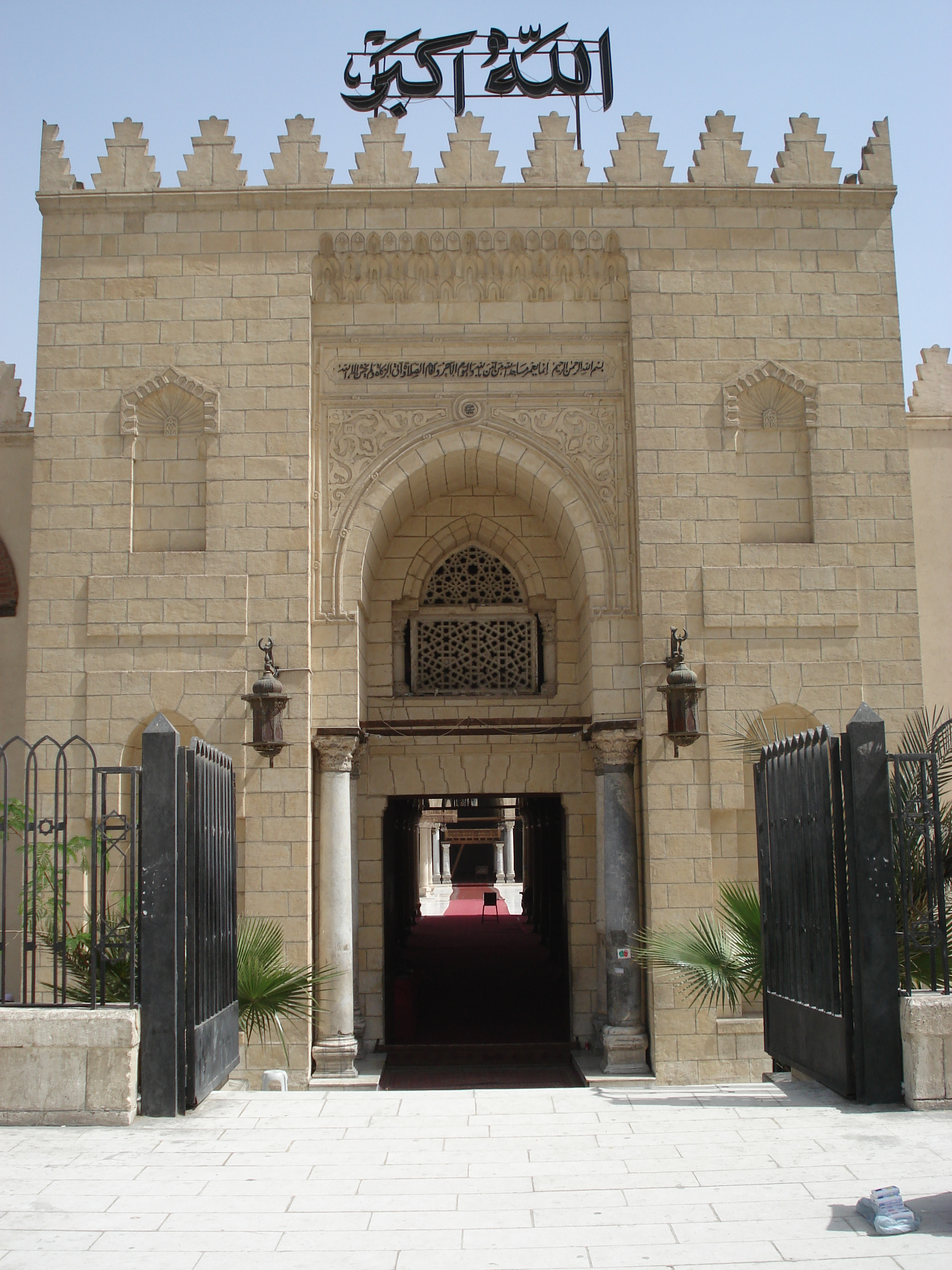
A entrada para a Mesquita de Anre ibne Alas

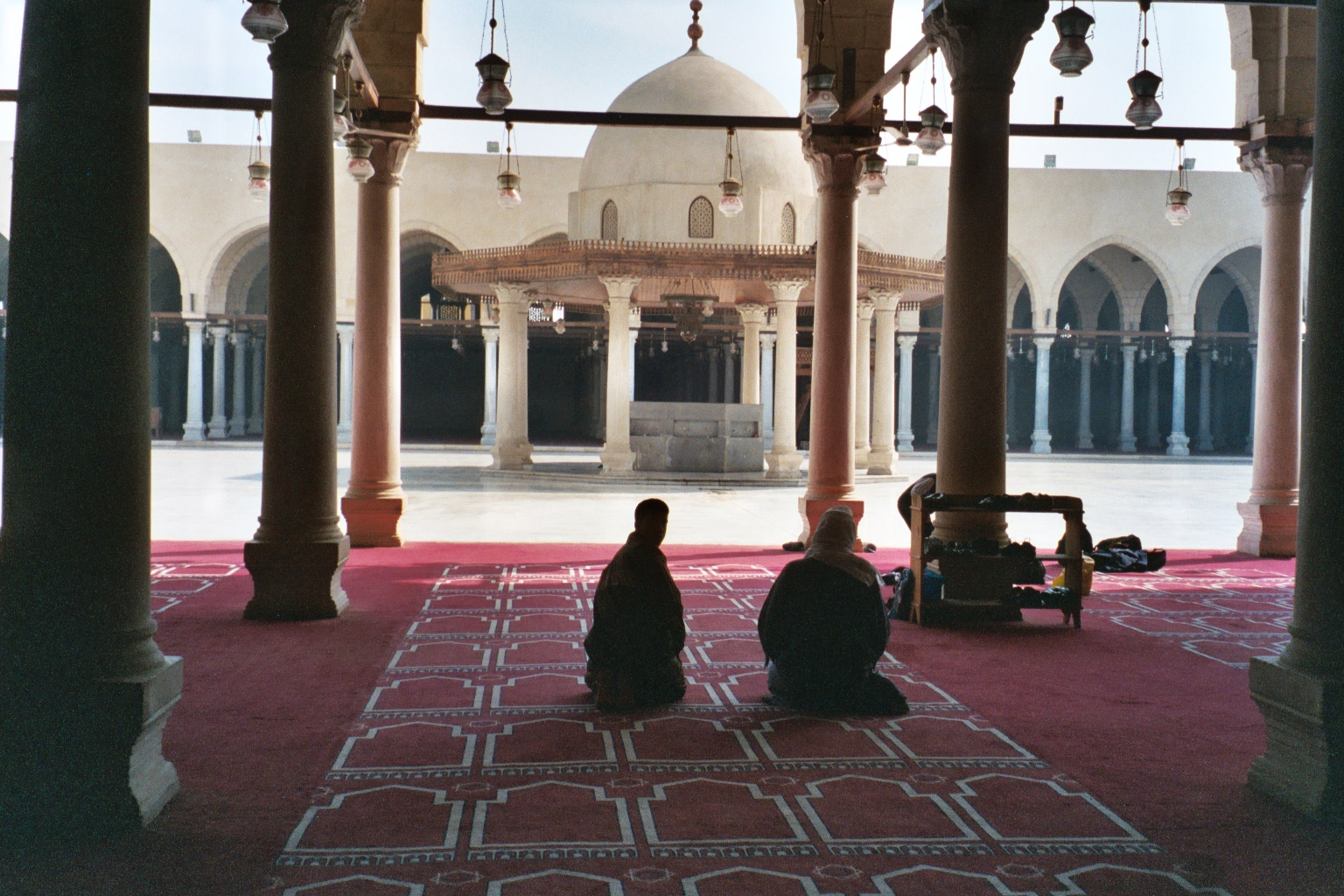
Vista interior da mesquita

Segundo a tradição, o local original foi escolhido por um pássaro. Anre ibne Alas, por ordem do califa Omar, foi o primeiro conquistador árabe do Egito e em 641, antes que ele e seu exército atacassem a cidade de Alexandria (na parte noroeste do delta do rio Nilo), Anre montou sua tenda no lado leste do rio, na parte sul do delta.[carece de fontes?]
Segundo a lenda, pouco antes de Anre partir para a batalha, uma pomba pôs um ovo na sua tenda. Quando Anre voltou vitorioso, ele escolheu o local do ovo da pomba para a nova capital,[carece de fontes?] e fez dele o centro de sua nova cidade, Fostate, ou Misr al-Fostate, "Cidade das Tendas". Posteriormente, a Mesquita de Anre foi construída no local da sua tenda.

## Estrutura
A planta original era um simples retângulo, de 29 metros de comprimento por 17 metros de largura. Era um galpão baixo construído com pedras e tijolos de barro, com colunas feitas de troncos de palmeira e coberto por um telhado de madeira e folhas de palmeiras, sendo o chão de cascalho. Nestas primeiras mesquitas havia poucos requerimentos a serem obedecidos, e mesmo os minaretes não eram essenciais, a única indispensável exigência era que fosse orientada em direção a Meca. No interior do edifício a orientação para Meca não foi marcada por um nicho côncavo, como ocorreria em todas as mesquitas posteriores; em vez disso foram inseridas quatro colunas na parede de quibla. A mesquita era suficientemente grande para servir como espaço de oração para o exército de Anre e não possuía outros adornos.
Foi completamente reconstruída em 672 por Moáuia I, que acrescentou quatro minaretes a cada um dos cantos da mesquita e dobrou sua área de tamanho. A adição desses minaretes permitiu que a chamada para a oração fosse ouvida em toda a cidade, e nas outras mesquitas próximas. Esta adição foi provavelmente inspirada na Grande Mesquita de Damasco.
Abdalazize ibne Maruane acrescentou uma extensão na mesquita em 698 e mais uma vez dobrou área dela. Em 711 um nicho de oração côncavo foi adicionado para substituir o espaço plano. Em 827, Abedalá ibne Tair fez mais adições à mesquita e alguns anos depois, o califa abássida Almamune, acrescentou uma nova área, no lado sudoeste, aumentando as dimensões da mesquita de 120 por 112 metros, sendo ampliada para o seu tamanho atual. Esta tinha sete corredores novos construídos, paralelos à parede da quibla. Cada corredor tinha uma arcada de colunas, com a última coluna em cada linha ligada à parede por meio de uma peça de madeira (arquitrave) esculpida com um friso. Naquela época, a pequena mesquita de lama não é mais que uma memória distante: as paredes eram de pedra e agora os troncos de palmeira tinham sido substituídos há muito tempo por colunas de mármore.
A única parte da antiga estrutura da mesquita, que ainda pode ser vista, são algumas das arquitraves ao longo da parede sul da mesquita. Estas foram provavelmente adicionadas durante a reconstrução no ano de 827. Em 1169, Fostate foi deliberadamente queimada por ordem do vizir Xauar, para evitar que a cidade ao ser tomada pelos exércitos cruzados chefiados pelo rei de Jerusalém Amalrico I, fosse utilizada como base logística deles, fazendo com que o centro do poder se deslocasse para o norte, onde uma nova cidade tinha sido fundada alguns anos antes. Após os cruzados serem expulsos, e o Egito ser conquistado pelo exército de Noradine, Saladino assumiu o poder, reconstruindo a mesquita em 1179.
No século XVIII um dos líderes dos mamelucos, Murade Bei destruiu a mesquita por causa da dilapidação e a reconstruiu em 1796, antes da chegada da expedição francesa ao Egito liderada por Napoleão. Murade diminuiu o número de fileiras de colunas e alterou a orientação dos corredores para torná-los perpendiculares à parede da quibla. Foi também provavelmente nesta altura que os remanescentes minaretes atuais foram adicionados. No século XX, durante o reinado de Abbas II, a mesquita passou por outra restauração, sendo parte da entrada reconstruída em 1980.

## Nota
- Texto inicialmente baseado na tradução dos artigos «Mosque of Amr ibn al-As» na Wikipédia em inglês (acessado nesta versão) e «[[:Mosquée Amr ibn al-As:|]]» na Wikipédia em (erro: código de língua 'Mosquée Amr ibn al-As' não reconhecido!).